# الحد (مبين)

تعديل مصدري - تعديل

الحد هي إحدى قرى عزلة بني عكاب بمديرية مبين التابعة لمحافظة حجة، بلغ تعداد سكانها 461 نسمة حسب تعداد اليمن لعام 2004.